# Chłodzenie przez odparowanie
Chłodzenie przez odparowanie (ang. Evaporative cooling) – proces (w fizyce atomowej) chłodzenia gazu atomów, cząsteczek lub innych obiektów, polegający na usuwaniu najbardziej energetycznych składników układu, o energii kinetycznej większej niż średnia energia składników gazu, co skutkuje zmniejszeniem temperatury układu.
Fizyka procesu chłodzenia gazu zimnych atomów lub cząsteczek (o temperaturze rzędu 1 mK) do ultraniskich temperatur (poniżej 1 μK) jest dokładnie taka sama jak procesu stygnięcia np. gorącej herbaty, kiedy to najbardziej energetyczne cząsteczki parując z powierzchni cieczy unoszą więcej energii niż średnio przypadało na nie w cieczy (bo tylko najbardziej energetyczne cząsteczki mają na tyle dużo energii, aby przezwyciężyć siły oddziaływań międzycząsteczkowych w cieczy), a co za tym idzie pozostawiają ciecz w naczyniu z mniejszą średnią energią, czyli mniejszą temperaturą. W przypadku gazu zimnych atomów, pułapka magnetyczna lub magneto-optyczna, w której utrzymywany jest rozważany gaz, skonstruowana jest w ten sposób, że tylko najbardziej energetyczne atomy są w stanie z niej uciec. Dokładniej gaz atomów pułapkuje się w potencjale harmonicznym o pewnej głębokości, którą powoli się zmniejsza, pozwalając atomom o coraz mniejszej energii opuszczać pułapkę, w której pozostają najwolniejsze atomy. Jeśli głębokość pułapkującego potencjału jest zmniejszana dostatecznie wolno, znacznie wolniej niż następuje przepływ energii w rozważanym gazie, tak aby po każdym zmniejszeniu głębokości pułapki gaz osiągnął stan równowagi termodynamicznej odpowiadający coraz to niższej temperaturze ruchu translacyjnego, to na końcu procesu otrzymuje się gaz znacząco ochłodzonych atomów. Mechanizm zastosowany do chłodzenia powoduje jednak, że gęstość i ilość gazu po schłodzeniu jest mniejsza niż przed rozpoczęciem procesu. Konieczność termalizacji atomów na poszczególnych etapach chłodzenia wymaga, aby z jednej strony przekroje czynne na zderzenia elastyczne były odpowiednio duże, oraz z drugiej strony stosunek przekrojów czynnych na zderzenia elastyczne do przekrojów czynnych na zderzenia nieelastyczne był odpowiednio duży, w innym bowiem przypadku tempo grzania się gazu związane z uwalnianiem się energii w zderzeniach nieelastycznych może być większe niż szybkość chłodzenia przez odparowanie.
Metodę chłodzenia przez odparowanie z powodzeniem użyto do schłodzenia do temperatur rzędu nanoKelwinów wstępnie schłodzonych metodami z użyciem laserów atomów, co pozwoliło w 1995 roku po raz pierwszy otrzymać kondensat Bosego-Einsteina. Postuluje się również możliwość użycia tej metody do chłodzenia zimnych cząsteczek do ultraniskich temperatur, w których możliwe będzie otrzymanie kondensatu Bosego-Einsteina cząsteczek w podstawowym stanie rowibracyjnym.